# Perihan Koca
Perihan Koca (Adalia, 1987) è una politica e insegnante turca, co-portavoce del TÖP.

## Biografia
Nata ad Adalia nel 1987, si laurea alla Ondokuz Mayıs Üniversitesi alla Facoltà di Educazione nel Dipartimento di Educazione Speciale ed ha lavorato come insegnante.
Nelle elezioni generali in Turchia del 2023 è stata eletta alla Grande Assemblea Nazionale Turca nelle liste dello Yeşil Sol Parti. Fa parte della commissione parlamentare per l'ambiente.